# (9297) Marchuk
(9297) Marchuk (1984 MP) – planetoida z pasa głównego asteroid okrążająca Słońce w ciągu 4,4 lat w średniej odległości 2,68 j.a. Odkryta 25 czerwca 1984 roku.